# Веселівський ботанічний заказник
Веселі́вський зака́зник — ботанічний заказник загальнодержавного значення в Україні. Розташований поблизу села Веселівка Кременецького району Тернопільської області, у кв. 31 (вид. 39, 39.1, 39.2, 39.3), кв. 32, 46, 45 (вид. 1, 2) Білокриницького лісництва Кременецького держлісгоспу, в межах лісового урочища Антонівці-Свинодебри. 
Площа — 151 га. Створений відповідно до постанови Ради Міністрів УРСР від 16 грудня 1982 року № 617. 
Під охороною — територія з ділянками дубово-грабово-ясенових лісів віком 85—105 років із домішкою берези бородавчастої, черешні лісової, сосни звичайної, ялини європейської. У трав'яному покриві переважають яглиця звичайна, копитняк європейський, фіалка запашна, медунка темна. Особливо цінні цибуля ведмежа, астранція велика, коручка чемерникоподібна, гніздівка звичайна, скополія карніолійська — види, занесені до Червоної книги України, а також арум Бессера, зубниця бульбиста, клопогін смердючий — рідкісні й такі, що перебувають на межі зникнення на території Тернопільської області.
Входить до складу Національного природного парку «Кременецькі гори».